# Zgrušavanje krvi
Zgrušavanje ili koagulacija krvi je proces stvaranja krvnog ugruška (koaguluma), kojim se zaustavlja krvarenje iz krvnih žila. Zgrušavanje krvi je jedan od procesa hemostaze. 

## Hemostaza
Hemostaza označava proces zaustavljenja krvarenja iz oštećene krvne žile:
- sužavavanje krvnih žila
- stvaranje trombocitnog čepa
- stvaranje krvnog ugruška (koagulacija)
- stabilizaciju krvnog ugruška ili njegovo razlaganje (liza)

### Sužavanje krvnih žila
Odmah nakon oštećenja krvne žile dolazi do njezinog sužavanja. Na taj način se smanjuje gubitak krvi iz otvora. Sužavanje je posljedica živčanih refleksa, lokalne kontrakcije mišića krvne žile kao odgovor na oštećenje i vazokonstriktornih tvari iz ozlijeđenog tkiva i krvnih pločica npr. tromboksan A2, serotonin...

## Vanjske poveznice
- www.anaesthetist.com
- coagulation-factors.com  Arhivirana inačica izvorne stranice od 8. kolovoza 2018. (Wayback Machine)